# Ciechanówské vojvodství
Ciechanówské vojvodství (polsky województwo ciechanowskie) byl správní celek v Polské lidové republice a v Polsku, který existoval v letech 1975–1998. Jeho centrem byl Ciechanów. Vojvodství mělo rozlohu 6 362 km². Rozkládalo se na severu Polska a sousedilo s Płockým, Włocławským, Toruňským, Olsztynským, Ostrołęckým a Varšavským vojvodstvím.
Vzniklo dne 1. června 1975 na základě správní reformy. Zrušeno bylo k 31. prosinci 1998 během další správní reformy. Území Ciechanówského vojvodství bylo tehdy zahrnuto do Mazovského vojvodství.

## Města
Počet obyvatel k 31. 12. 1998
- Ciechanów – 47 468
- Mława – 30 520
- Płońsk – 23 039
- Działdowo – 21 088
- Pułtusk – 19 129
- Żuromin – 8997
- Lidzbark – 8351
- Nasielsk – 7222
- Raciąż – 4585
- Glinojeck – 3060
- Bieżuń – 1903